# Conjugação (biologia)
Do ponto de vista da biologia, conjugação significa troca ou transferência de material genético entre duas células,organismos ou bactérias normalmente com o objetivo da reprodução, continuando os dois organismos a existir separadamente, como acontece nas bactérias e nos fungos.
Este processo é diferente da singamia, em que as células, por exemplo um espermatozoide penetra num óvulo e juntam, quer o citoplasma (plasmogamia), quer o material genético (cariogamia).
Ocorre nas bactérias através da troca de plasmídeos. Nos protistas ciliados a troca normalmente é do micronúcleo.
Não confundir a conjugação com a fagocitose, em que uma célula engloba outra, para se alimentar.

## Conjugação bacteriana
Este fenômeno foi descoberto quando duas variedades geneticamente diferentes da bactéria Escherichia coli foram cultivadas juntas. Quando a recombinação genética foi descoberta pelo biólogo Joshua Lederberg, pensou-se que se tratava de um processo sexual comparável ao dos seres eucariontes . Por isso, na época, as bactérias doadoras de DNA foram denominadas machos e as receptoras, fêmeas. A continuidade dos estudos mostrou que a capacidade de doar DNA está ligada à presença de um plasmídio denominado F (de fertilidade); bactérias portadoras do plasmídio F, denominadas F+, atuam como doadoras de DNA e as que não possuem o plasmídio F atuam como receptoras, sendo chamadas de F-. 
Hoje se sabe que o DNA é transferido de uma bactéria para outra, na conjugação, é quase sempre o plasmídio F. Algumas vezes, porém, um pequeno pedaço de DNA cromossômico une-se ao plasmídio e é transferido junto com ele na conjugação. Na bactéria receptora pode ocorrer recombinação genética entre o cromossomo e o fragmento de DNA unido ao plasmídio recebido da bactéria doadora. Assim, a conjugação possibilita o aumento da variabilidade genética da população bacteriana, o que contribui para a sua adaptação a determinado ambiente.